# Barão de Melgaço
Barão de Melgaço – miasto i gmina w Brazylii, w stanie Mato Grosso.